# Antoine Karam
Antoine Karam (Cayena, 21 de febrero de 1950) fue presidente del Consejo Regional de la Guayana Francesa, región de ultramar de Francia.
Se desempeñó como presidente del Consejo desde el 22 de marzo de 1992 hasta el 26 de enero de 2010, sucedido por Rodolphe Alexandre. Como miembro del Partido Socialista Guayanés, aliado del Partido Socialista Francés, ha sido representante de la Guayana Francesa en el Senado de Francia. El presidente es elegido cada cuatro años por un consejo de 31 miembros.
- Datos: Q585077
- Multimedia: Antoine Karam / Q585077